# Теребрено
Теребрено — село в Краснояружском районе Белгородской области России. Административный центр Теребренского сельского поселения.

## География
Село расположено в западной части Белгородской области, в 10 км по прямой к юго-западу от районного центра Красной Яруги — на границе с Украиной.

## История
В сбережённых архивами документах[каких?] второй половины XVII века не раз упоминается деревня «Теребряная и Обуховка тож».
В «Историкостатистическом описании Харьковской епархии» (Москва, 1857 г., с. 377) приведен текст жалованной грамоты:
«Наше царское Пресветлое Величество пожаловали белгородского разряда стольника нашего и полковника сумского Андрея Герасимовича Кондратьева… за его многия верные и знатные службы… отмежеваны ему стольнику нашему и полковнику с 1696 по 1699 год и в нынешнем 1700 году… написано за ним поступных и вымененных земель и сенных покосов и всяких угодий в селе Теребряном 40 четвертей… Владеть им и детям вечно и в роды их неподвижно. Писана сия жалованная грамота в нашем царствующем граде Москве в лето от создания мира 7209, а от Рождества Христова в 1700 году октября 16, государствования нашего 19 год».
В Белгородском госархиве хранится «купчая крепость однодворца села Теребряного Хотмышского уезду… тысяча семь стотъ двадцать седьмого года октября семнадцатого дня».
В 1905 году в Теребрене открылась бесплатная народная библиотека, а в 1908 году — земская школа.
С июля 1928 года село Теребрено числилось в Ракитянском районе в качестве центра Теребринского сельсовета, в который кроме самого села входило ещё три хутора: Завертяче, Маринчино и Просеки.
В конце 1928 года в селе был убит председатель сельсовета Т. П. Мишенин. С мая 1927 г. по февраль 1928 г. в Теребрено жил и работал на должности землеустроителя Л.И.Брежнев, являвшийся в 60-80 е годы Генеральным секретарем ЦК КПСС, Председателем Президиума Верховного Совета СССР.
В январе 1935 года был образован Краснояружский район, и Теребринский сельсовет вошёл в его состав.
В октябре 1941 года в Теребрино пришли немецкие войска, оккупация длилась 21 месяц. В дни Курской битвы жесточайшие бои шли между селами Теребрено, Илек-Пеньковка, Сергиевка. Многие сельские строения были разобраны на укрытия и блиндажи, большинство изб сожжено или разбито снарядами и бомбами.
7 августа 1943 года Теребрено было освобождено частями РККА. Сельские поля после освобождения вспахивали на коровах женщины.
В декабре 1962 году Краснояружский район «ликвидировали», Теребринский сельсовет возвратился в Ракитянский район.
С 2010 года село Теребрено — центр Теребренского сельского поселения (включающего 2 села) Краснояружского района.

## Население
X ревизия в 1858 году переписала в селе Теребрино Грайворонского уезда «454 души мужскаго пола».
По документам «местного исследования, произведенного в августе и сентябре 1884 года»: Грайворонского уезда Вязовской волости село Теребрено — «в 25 верстах от уездного города, в 50 от станции железной дорого, в 7 от школы» — 208 дворов крестьян государственных четвертных, 1478 жителей (745 мужчин, 733 женщин), грамотных 20 мужчин из 15 семей и учащийся мальчик.
На 1 января 1932 года в селе Теребрине — 2320 жителей.
По сведениям переписей населения в Теребрене на 17 января 1979 года — 657 жителей, на 12 января 1989 года — 610 (261 мужчина, 349 женщин).
На 1 января 1994 года в Теребрене — 274 хозяйства и 710 жителей.
В 1997 году в Теребре(и)но — 278 подворий и 637 жителей, в 1999 году — 624 жителя, в 2001 году — 618, в 2002 году — 622, в 2006 году — 627, в 2007 году — 618, в 2008 году — 611, в 2009 году — 601, в 2010 году — 599 жителей.
| 2002 | 2010 |
| ---- | ---- |
| 582  | ↗600 |

## Инфраструктура
По состоянию на 1995 год в селе имелись АОЗТ «Теребринское» и «Фацелия», 5 фермерских хозяйств, медпункт, средняя школа.
В 1960-х — 1970-х годах в Теребрене появились новое школьное здание, детский сад, колхозная столовая, магазин, животноводческий комплекс.

## Достопримечательности
- Памятник советским воинам, погибшим при освобождении села в 1943 году, установленный в центре села в 1967 году[5].
- В селе имеется памятный знак с именами четырех погибших подростков-минеров, поскольку после освобождения села в 1943 году опасное разминирование сельских полей вел отряд из подростков[3][6].